# Schwenkiopsis
Schwenkiopsis é um género botânico pertencente à família Solanaceae.

## Espécies
Segundo a base de dados Tropicos, este género tem uma única espécie, Schwenkiopsis herzogii Dammer.
Segundo a base de dados The Plant List é Schwenkiopsis herzogii é sinónima de Protoschwenkia mandonii Soler.